# Cisza morska

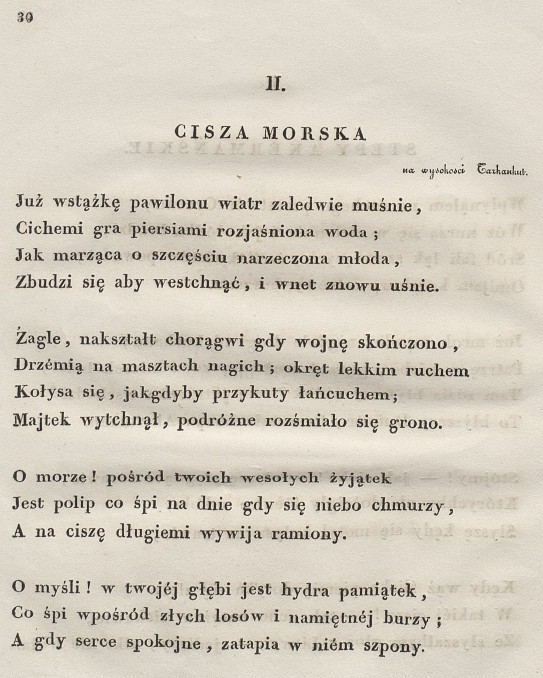
Cisza morska w pierwodruku „Sonetów Adama Mickiewicza” z 1826 roku

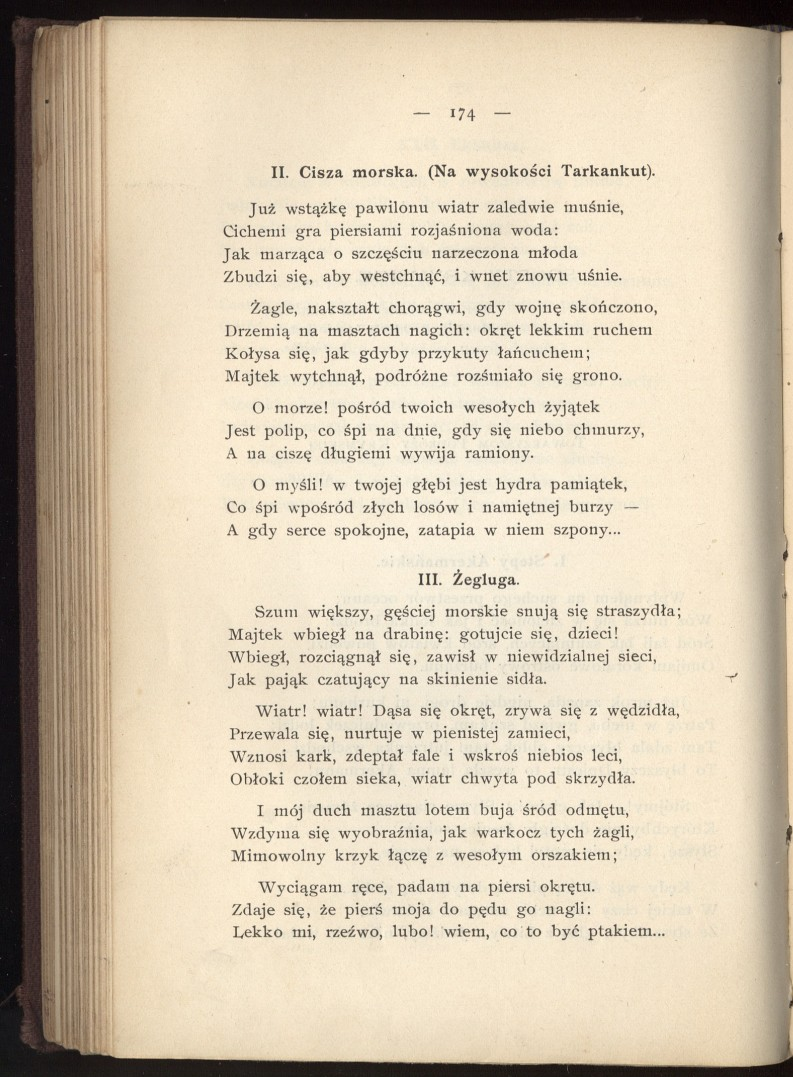
Cisza morska w tomie 1 zbioru „Poezje Adama Mickiewicza” z 1899 roku

Cisza morska (Na wysokości Tarkankut) (incipit Już wstążkę pawilonu wiatr zaledwie muśnie) – drugi sonet z cyklu sonetów krymskich autorstwa Adama Mickiewicza. Po raz pierwszy został opublikowany w 1826 roku, natomiast dokładna data powstania poematu nie jest znana.

## Treść sonetu
Drugi sonet z cyklu, związany z rejsem morskim Adama Mickiewicza z Odessy na półwysep Krymski. Forma sonetu oraz opis przyrody jako taki nie pozwalały na związanie sonetu z rejsem po Morzu Czarnym, więc poeta, aby umiejscowić geograficznie miejsce swoich obserwacji, w jego podtytule umieścił nazwę półwyspu Tarkankut. W sonecie tym Podróżny (jedno z wcieleń Krymskiego Pielgrzyma, człowieka o gorzkiej i skomplikowanej przeszłości, świadomego wyobcowania i samotności, który jednak zachował poznawczą ciekawość świata), utożsamiany z podmiotem lirycznym, w dwóch pierwszych czterowierszach obserwuje morze oraz zachowanie żaglowca i jego załogi podczas ciszy morskiej. W dwóch ostatnich trójwierszach pojawia się kontrast myśli i obrazu, pozwalający wyrazić powracanie w momentach pozornego spokoju traumatycznych wspomnień poety („hydra pamiątek”).

## Miejsce w cyklu
Sonet Cisza morska zgodnie z podziałem Władysława Folkierskiego oraz Czesława Zgorzelskiego jest zaliczany do pierwszej grupy czterech sonetów morskich (Stepy akermańskie, Cisza morska, Żegluga, Burza), natomiast zgodnie z podziałem Juliusza Kleinera jest pierwszym sonetem z trylogii morskiej (Cisza morska, Żegluga, Burza).

## Analiza wersyfikacyjna
Sonet jest napisany trzynastozgłowcem i zbudowany zgodnie z zasadami budowy sonetu poezji prowansalskiej oraz stosowanymi przez Petrarkę (czternastowierszowa struktura sonetu podzielona na dwa czterowiersze i jeden sześciowiersz), przy użyciu wyłącznie rymów żeńskich, padających na istotne dla treści sonetu słowa. W dwóch pierwszych czterowierszach układ rymów jest abba abba, natomiast w sześciowierszu, rozkładającym się na dwa trójwiersze, cde cde. Struktura wersyfikacyjna sonetu jest zgodna z jego strukturą wewnętrzną, dwóm pierwszym czterowierszom, będącym zamkniętymi całościami składniowymi, przeciwstawia się kontrast myśli i obrazu w dwóch ostatnich trójwierszach.

## Powstanie sonetu
Najprawdopodobniej wszystkie autografy sonetów Mickiewicza znajdowały się w albumie należącym do Piotra Moszyńskiego. Album ten, jak i kopia wykonana przez Bronisława Gubrynowicza, zaginęły po 1945 roku, w związku z czym nie można ustalić dokładnej daty jego powstania. Zgodnie z informacjami umieszczonymi w napisanej przez Władysława Mickiewicza przedmowie do tomu 1. paryskich „Dzieł” Mickiewicza sonety przed ich wydaniem zostały ocenzurowane przez Michaiła Kaczenowskiego, profesora Uniwersytetu Moskiewskiego, który dokonał mało znaczących poprawek oraz nie wyraził zgody na publikację jednego sonetu pod tytułem Czołobitność, z którego treści zachowały się tylko dwa wersy.

## Współczesna recepcja
Sonety krymskie w momencie ukazania się drukiem wywołały burzliwą dyskusję i niejednoznaczne oceny. Najostrzejszym ich krytykiem był Kajetan Koźmian, który w liście do Franciszka Morawskiego użył na ich określenie terminu paskudztwo, negatywnie oceniał je również Franciszek Salezy Dmochowski, natomiast pozytywnie oceniali je m.in. Maurycy Mochnacki oraz Teodozy Sierociński. Przeciwnicy uważali język sonetów za niewłaściwy, z powodu orientalizmów oraz odstępstw od norm języka literackiego, kwestionowali również formę sonetu jako nieodpowiednią do tematu. Zwolennicy zauważyli, że cykl sonetowy stanowi romantyczny odpowiednik poematu opisowego, stanowiąc zwartą kompozycyjną całość.

## Przekład na język kaszubski
W 1998 roku sonet Cisza morska, podobnie jak reszta utworów z cyklu sonetowego Mickiewicza, został przetłumaczony na język kaszubski. Przekładu dokonał Stanisław Janke, nadając wierszowi tytuł Mòrsko cusza.